# 小行星6001
小行星6001（英語：6001 Thales）是一颗围绕太阳公转的小行星。1988年2月11日，艾瑞克·怀特·埃尔斯特在拉西拉天文台发现了此天体。
这颗小行星的绝对星等为179.1404191086318等。